# Heartbreak Hotel (film)
Pour les articles homonymes, voir Heartbreak Hotel.
Pour plus de détails, voir Fiche technique et Distribution.
Heartbreak Hotel est un film américain réalisé par Chris Columbus et sorti en 1988.

## Synopsis
En 1972, Marie Wolfe élève seule ses deux enfants, Pam (9 ans) et Johnny (17 ans). Marie est blessée dans un accident de la route causé par son petit-ami ivre. Johnny décide alors de kidnapper Elvis Presley, le chanteur préféré de sa mère, pour qu'il chante pour l'anniversaire de cette dernière.

## Fiche technique
Sauf indication contraire, les informations mentionnées dans cette section peuvent être confirmées par la base de données cinématographiques IMDb,  présente dans la section « Liens externes ».
- Titre original et français : Heartbreak Hotel
- Titre québécois : Hôtel Heartbreak
- Réalisation et scénario : Chris Columbus
- Musique : Georges Delerue
- Photographie : Steve Dobson
- Montage : Raja Gosnell
- Production : Debra Hill  et Lynda Obst
- Sociétés de production : Silver Screen Partners III et Touchstone Pictures
- Société de distribution : Buena Vista Pictures
- Pays de production :  États-Unis
- Langue originale : anglais
- Format : Couleur - Dolby - 35 mm - 1.85:1
- Genre : comédie romantique, musical
- Durée : 97 minutes
- Dates de sortie[1] :
  - États-Unis : 30 septembre 1988

## Distribution
Légende : VQ = Version québécoise
- Charlie Schlatter (VQ : Sébastien Dhavernas) : Johnny Wolfe
- David Keith (VQ : Dominique Briand) : Elvis Presley
- Tuesday Weld (VQ : Claudie Verdant) : Marie Wolfe
- Angela Goethals (VQ : Violette Chauveau) : Pam Wolfe
- Jacque Lynn Colton (VQ : Johanne Léveillé) : Rosie Pantangellio
- Chris Mulkey (VQ : Patrick Peuvion) : Steve Ayres
- Karen Landry (VQ : Élizabeth Lesieur) : Irene
- Tudor Sherrard (VQ : Pierre Auger) : Paul Quinine
- Noel Derecki (VQ : Antoine Durand) : Tony Vandelo
- Paul Harkins (VQ : Daniel Lesourd) : Brian Gasternick
- Dana Barron : Beth Devereux
- T. Graham Brown (VQ : Mario Desmarais) : Jerry Schilling
- John L. Martin (VQ : Gérard Delmas) : le shérif Abrams
- John Hawkes : M. C.

## Production
Le tournage a lieu au Texas, notamment à Austin, et en Louisiane.

## Accueil
Le film reçoit des critiques globalement négatives à sa sortie. Sur l'agrégateur américain Rotten Tomatoes, il ne récolte que 38% d'opinions favorables pour 13 critiques et une note moyenne de 4,4⁄10.
Dans The New York Times, Janet Maslin écrit notamment « M. Columbus, qui a précédemment réalisé Nuit de folie et dont les crédits d'écriture incluent Gremlins et Les Goonies, met bien en place cette idée mais ne sait pas où s'arrêter. Il pousse les prémisses élancées du film beaucoup trop loin, essayant de réaliser des exploits miraculeux d'auto-amélioration sur Johnny, sa mère, Marie et même Elvis lui-même. »
Roger Ebert écrit quant à lui « Le voici, le film le plus loufoque de l'année, un film si mauvais de tant de manières différentes et attachantes que je suis damné si je ne ressens pas une véritable affection pour lui. Nous savons tous que c'est une mauvaise manière de parler pendant un film, mais de temps en temps, un film arrive qui oblige positivement le public à crier des suggestions utiles et des doublures obscènes à l'écran. Heartbreak Hotel est un tel film. Tout ce qu'il faut pour être parfait, c'est une bande son parallèle. »
Le film n'est pas non plus un succès commercial. Il ne récolte qu'un peu plus de 5 millions de dollars au box-office sur le sol américain, pour un budget de 13 millions. Il n'est pas sorti dans les salles de nombreux pays, dont la France.

## Récompenses et distinctions

### Nominations
- Young Artist Awards
  - Meilleure comédie
  - Meilleure jeune actrice dans une comédie ou film fantastique pour Angela Goethals.

## Autour du film
- Tuesday Weld, qui joue ici une fan d'Elvis Presley, a joué à ses côtés dans le film Amour sauvage sorti en 1961[8].